# سان كليمانت دي يوبريغات
بلدية سانت كليمينت دي يوبريغات (بالكاتالانية: Sant Climent de Llobregat) هي إحدى بلديات مقاطعة برشلونة، والتي تقع في منطقة كاتالونيا، شرق إسبانيا.
يبلغ عدد سكانها 3.631 نسمة وفقاً لإحصائية سنة (2007).